# グッドデザインひょうご
グッドデザインひょうご（グッドデザインひょうご）とは兵庫県内に事業所を置く企業が製造販売した商品を対象に優れたデザインを選定する制度。

## 概要
消費者のデザインに対する関心を高めるとともに、生産者及び流通関係者のデザイン開発を促進し、商品デザインの向上を図ることを目的として、1993年に創設された。財団法人 兵庫工業会が実施、兵庫県が選定を行っている。

## 選定部門
- 産業・ビジネス部門
- 食品パッケージ部門
- スポーツ・レジャー部門
- ニュージャンル部門
- 日常生活部門
  - グッドデザインひょうご大賞
  - ユニバーサルデザイン賞
  - 兵庫工業会　会長賞（特別賞）

## 選定基準
- 外観
- 機能性
- 安全性
- 市場性
- 先進性および開拓性

## 実施機関
- 選定
  - 兵庫県産業労働部　産業振興局（神戸市中央区下山手通5-10-1）
- 実施機関
  - 社団法人 兵庫工業会 神戸事務所（神戸市中央区東川崎町1-8-4）
- 選定審査機関
  - グッドデザインひょうご選定委員会